# Dreifaltigkeitsberg (Weng)
Dreifaltigkeitsberg ist ein Gemeindeteil der Gemeinde Weng im niederbayerischen Landkreis Landshut mit einem Wohngebäude (Einöde, Bauernhof, früher zwei Höfe, daher zwei Hausnummern). Er liegt südlich der Gemeindestraße nach Hösacker und westlich der Staatsstraße 2141. Zusammen mit dem östlich der Staatsstraße 2141 gelegenen gleichnamigen Weiler in der Gemeinde Moosthenning (darin Gemarkung Rimbach), der bereits dem Landkreis Dingolfing-Landau zugerechnet wird, bildet der Ort eine Einheit. Durch die barocke Wallfahrtskirche, die aber auf Moosthenninger Gebiet liegt, ist er im weiteren Umkreis bekannt.
Die Einöde Dreifaltigkeitsberg der Gemeinde Weng ist wesentlich jünger als der Weiler der Gemeinde Moosthenning.
Der Name bezeichnet neben der Ortschaft auch den 473 Meter hohen Dreifaltigkeitsberg im bewaldeten Donau-Isar-Hügelland zwischen Isar- und Aiterachtal, der historisch eine bedeutende Wegmarke auf der alten Straße von Landshut nach Straubing (heute Staatsstraße 2141) war.
Am 15. März 1933 wurde am Dreifaltigkeitsberg die Leiche des von Nationalsozialisten aus seinem Haus entführten, schwer misshandelten und schließlich erschossenen jüdischen Händlers Otto Selz aus Straubing von einem Landwirt aufgefunden.